# Matt Henningsen
Matt Henningsen (Menomonee Falls, 9 luglio 1999) è un giocatore di football americano statunitense che milita nel ruolo di defensive tackle per i Denver Broncos della National Football League (NFL).

## Carriera

### Denver Broncos
Henningsen al college giocò a football a Wisconsin. Fu scelto nel corso del sesto giro (206º assoluto) nel Draft NFL 2022 dai Denver Broncos. Nella sua stagione da rookie disputò tutte le 17 partite, nessuna delle quali come titolare, con 21 tackle e un sack.